# أحمد بن منصور النجاعي
أحمد بن منصور النجاعي هو سياسي مغربي ووزير سابق وُلد في قرية النجاجعة ببلدة سوق الثلاثاء الغرب في مدينة القنيطرة، وكان أول وزير للفلاحة والصيد البحري والتنمية القروية والمياه والغابات في المغرب بعد استقلالها.

## نشأته وحياته
ينتمي أحمد بن منصور النجاعي لعائلة النجاعي، والتي استضافت ملك المغرب الراحل محمد الخامس في دارها المعروفة باسم دار النجاعي، والواقعة في منطقة سوق الثلاثاء بجهة الغرب خلال زيارته لسهل الغرب في 22 سبتمبر عام 1958.

## مسيرته المهنية والسياسية
عُيّن أحمد بن منصور النجاعي وزيرًا للفلاحة ضمن حكومة رئيس الوزراء البكاي بن مبارك الهبيل التي تشكّلت في ديسمبر عام 1955، والتي كانت أول حكومة للمغرب بعد الاستقلال، ثُم أصبح عضوًا في المجلس الوطني الاستشاري في 5 نوفمبر عام 1957 خلفًا لمحمد الغازي بعد تعيينه سفيرًا للمملكة المغربية بالمملكة العربية السعودية.

## متحف دار النجاعي
وقعت وزارة الثقافة المغربية في 24 مارس عام 2015 اتفاقية شراكة مع عائلة الوزير الراحل أحمد بن منصور النجاعي تتولى وزارة الثقافة بمقتضاها ترميم دار النجاعي وتحويله إلى متحف ومركز ثقافي لحفظ وتوثيق التراث كما أوصى أحمد بن منصور النجاعي قبل رحيله. كانت كلية الآداب والعلوم الإنسانية بالرباط قد قدمت من قبل 2000 كتاب على سبيل المنحة لكي تُصبح ضمن مقتنيات المتحف من الكتب عند افتتاحه.